# Alkinale

Strukturformel von Propinal

Die Alkinale bilden eine Untergruppe der Aldehyde. Sie leiten sich namentlich und strukturell direkt von den Alkinen ab, d. h. die Aldehydgruppe trägt zusätzlich eine C≡C-Dreifachbindung sowie geradlinige oder verzweigte Alkylgruppen. Sie enthalten keine anderen Heteroatome oder weitere Mehrfachbindungen.
Typische Vertreter:
- Das Propinal ist der einfachste Vertreter.
- 2-Butinal, 3-Butinal